# Vicente Guerrero (Saucillo)
Vicente Guerrero es una localidad del estado mexicano de Chihuahua. Es parte del municipio de Saucillo.

## Toponimia
El nombre de la localidad rinde homenaje a Vicente Guerrero, héroe de la Independencia de México.

## Demografía
| Gráfica de evolución demográfica |
|                                  |

| Censo | Población |
| ----- | --------- |
| 1990  | 269       |
| 2000  | 669       |
| 2010  | 996       |
| 2020  | 1 164     |